# Gran Chichimeca

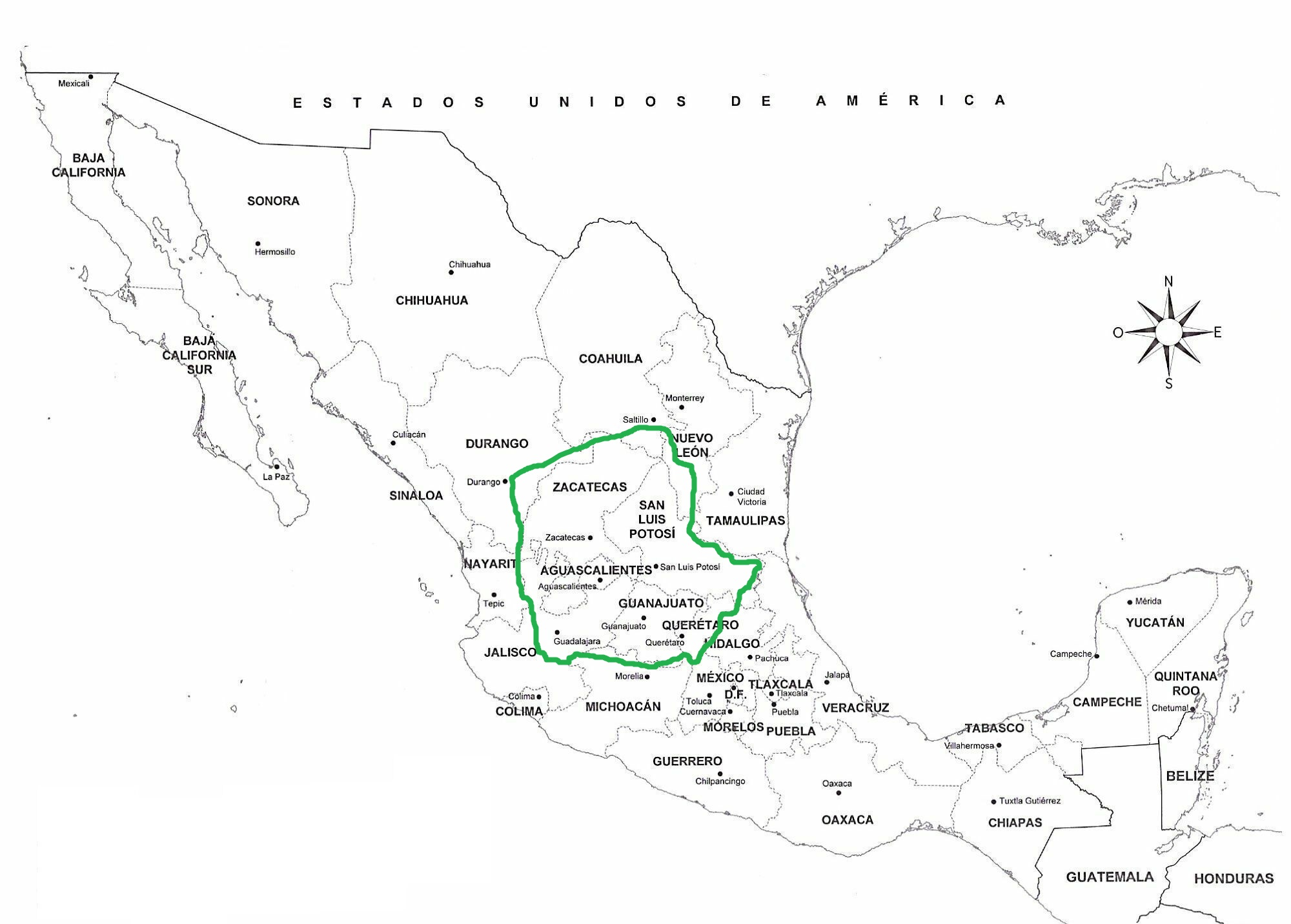
Gran Chichimeca

La Gran Chichimeca (en náhuatl: Chīchīmān o Chīchīmēkapan) era el territorio donde las naciones chichimecas se habían establecido y comprende los actuales estados de Jalisco, Aguascalientes, Zacatecas, Guanajuato, San Luis Potosí, Querétaro y regiones mexicanas del Bajío-Occidente y norte.

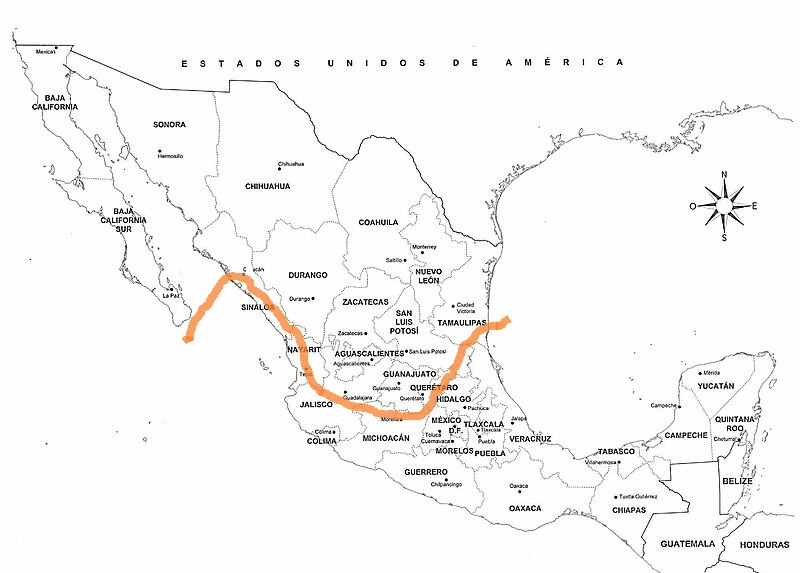
Aridoamérica

Chichimeca tenía un sentido similar al término romano «bárbaro» para describir a las tribus germánicas. Para los españoles, en palabras de la erudita Charlotte M. Gradie, «los chichimecas eran un pueblo salvaje y nómada que vivía al norte del Valle de México. Vivían cazando y resistían ferozmente a los extranjeros la intrusión en su territorio, que por casualidad contenía minas de plata que los españoles deseaban explotar».

## Historia
Según una tradición en la fuentes del siglo XVI, se habla de grupos chichimecas que invadieron la ciudad de Tollan Xicocotitlan en el siglo XIII, a partir de este periodo se considera que comenzaron a moverse hacia el norte y establecerse hasta el valle de México. Los chichimecas que llegaron al valle de México fueron los que comandó Xólotl, los cuales posteriormente abandonarían su nomadismo para absorberse en la cultura mesoamericana sedentaria. Su historia pasa a ser parte del grupo acolhua.
Ya establecidos los castellanos designaron como «pueblos chichimecas» a todos los habitantes al norte y centro de México y por ende a todo el septentrión arriba de la «frontera mesoamericana». A la hora del contacto español, según Powell «las cuatro naciones principales de chichimecas eran los pames, guamares, zacatecos y guachichiles», estos dos últimos a diferencia de los tecuexe, caxcanes, tezol, cocas, sauzas y guaxabanes, tenían un grado cultural inferior, porque los demás tenían adoratorios y conocían la agricultura, aunque cabe resaltar que la mayoría de los chichimecas eran cazadores-recolectores y los que conocían la agricultura eran los que vivían cerca de ríos o en áreas donde había fuentes de agua, manantiales, ríos, etc.

## Etimología
El nombre proviene de las palabras chīchītl, que significa ‘senos’ (en la antigüedad significaría ‘leche’) y el sufijo locativo -mān, por lo que en sentido metafórico designa ‘lugar de los que maman’. Por su parte el cronista Ixtlilxóchitl en su libro Historia de la nación chichimeca le atribuye el significado de ‘los águilas’ aceptando que proviene de otra lengua, aunque también reconoce que en el siglo XVII afirmaban que sonaba en mexicano como ‘los que maman’.

## Distribución geográfica
Los chichimecas se extendían al norte desde Tampico Tamaulipas hasta Saltillo y de Guanajuato hasta San Luis Potosí, vivían en comunidades sin delimitación fija, por lo que constantemente entraban en conflicto con otros grupos, principalmente a causa de los alimentos.
Generalmente tenían como jefe a un cacique, quien era el guerrero más valiente de la tribu.  No tenían dioses relacionados con la fertilidad, como en las culturas mesoamericanas; comúnmente adoraban al sol, la  luna y otros astros. 
Su desarrollo en las artes fue relativamente escaso, probablemente debido a su «nomadismo», el cual hacía que su nivel cultural fuera realmente pobre si lo comparamos con la de los pueblos de Mesoamérica.
No obstante, ciertos pueblos chichimecas lograron edificar templos-fortaleza, canchas de pelota, desarrollaron la cerámica, la pintura, los petroglifos, etc., todo ello en un medio desfavorable, en una zona árida donde las precipitaciones pluviales son escasas y donde el clima es cambiante según la altitud.

## Pueblos chichimecas

### Caxcanes
Eran los más numerosos y merodeaban por El Teúl, Tlaltenango, Juchipila, Teocaltiche, Nochistlán, Aguascalientes y Jalisco dentro de la tribu había un subgrupo llamado «los tezoles» Se cree que descienden de las 7 tribus que salieron de Aztlán hacia la tierra prometida por Huitzilopochtli; esto se conoce por la Crónica miscelánea del padre Antonio Tello, quien dice que los caxcanes tienen cierta similitud de lenguaje a la de los mexicas; hace referencia a que «los pueblos de caxcanes son gente que casi habla el lenguaje mexica y se precian de descender de los mexicas pero no hablan el lenguaje mexica tan culto y refinadamente como ellos».
También se piensa que a partir del colapso de la cultura de los Chalchihuites hubo un «desplazamiento hacia el sur de algunos elementos de los grupos que más tarde serían conocidos como caxcanes”»; el significado de la palabra (caxcan) traducido al español es ‘no hay’, y este nombre se les quedó porque «cuando llegaron los españoles a esta provincia les preguntaban por comida u otras cosas, a lo que respondían en su lengua '¿de dónde lo he de tomar?'»
Los caxcanes fueron conquistadores, pues a lo largo de su recorrido conquistaron y fundaron pueblos como Ameca, Tuitlán, Juchipila, El Teul, nochistlán y Teocaltiche, «un centro de belicosos tecuexes que estaban aliados con sus vecinos los zacatecos y guachichiles para resistir la invasión». Una de sus últimas guerras fue la ocasionada «por la comercialización de la sal (condimento) que involucró a una extensa zona y que se le conoce como la guerra regional de 1513», después los mismos caxcanes intervendrían en la guerra contra los españoles, conocida como la guerra del Mixtón (diciembre de 1541).
Los caxcanes contaban con «un sistema de vida político social de nivel aldeano, con una aldea mayor a manera de cabecera, la cual tenía varios barrios más pequeños dependientes de ella». A diferencia de otros grupos chichimecas, los caxcanes llegaron a alcanzar el sedentarismo, debido al contacto con otomíes y tarascos.

### Guachichiles

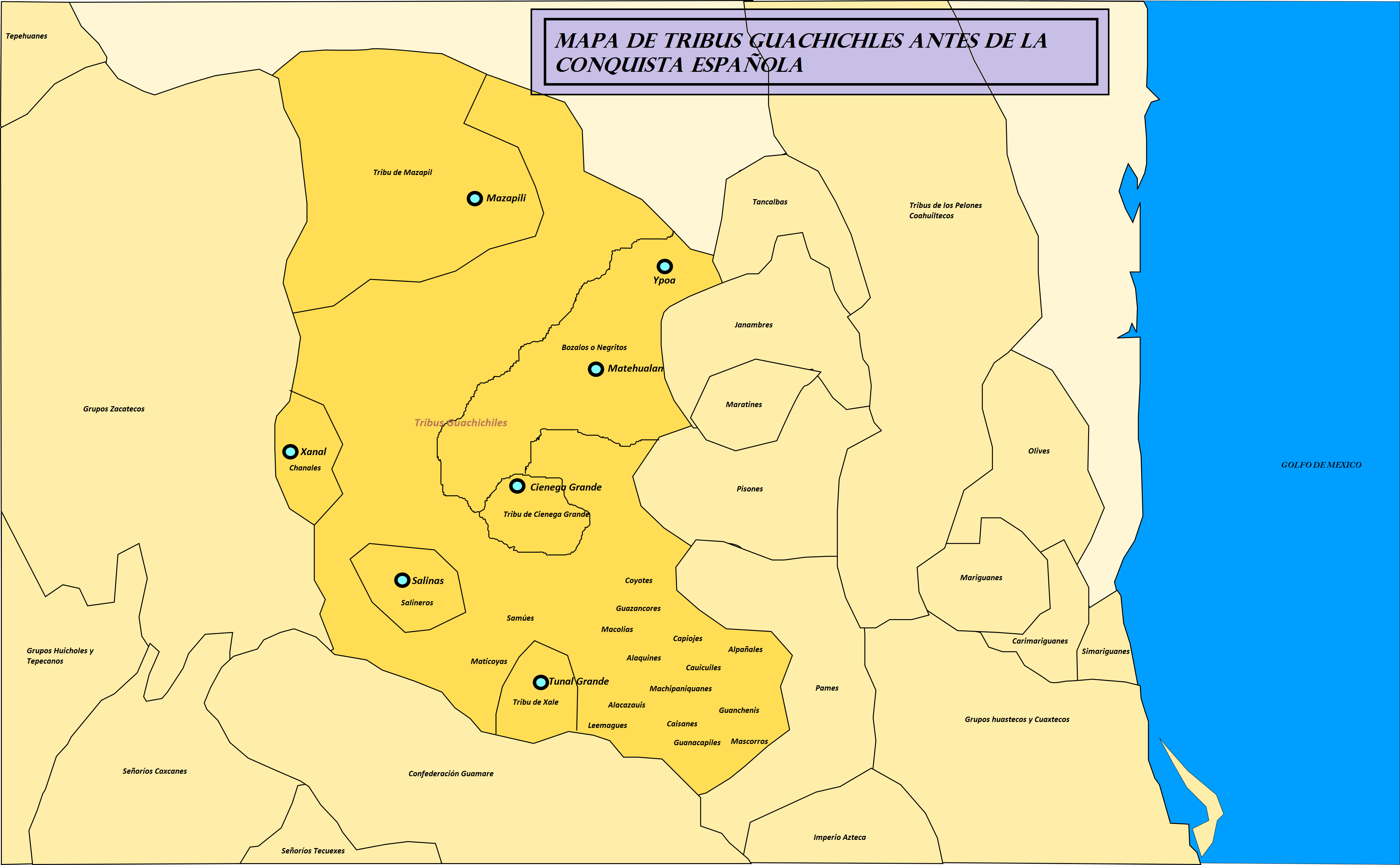
Extensión de los guachichiles

Eran los más belicosos, merodeaban desde Saltillo hasta San Felipe (Torres Mochas). Su centro de operaciones fue el Tunal Grande, el cual, aparte de servirles como refugio, era una importante fuente de alimento. El nombre de guachichil (del náhuatl: kwachichil) significa 'cabezas [pintadas] de rojo'. Este nombre se les dio porque se pintaban la cabeza y el cuerpo de color rojo con el colorante de yerbas o de la misma tuna y de las minas de colorante encontradas en San Luis Potosí. También se adornaban el cabello con plumas de color rojo. Hay informes de canibalismo entre los guachichiles, esto lo dieron a conocer los zacatecos con quienes guerreaban constantemente; «estos afirman que los otros que son guachichiles comen carne humana y cuando los prenden en la guerra se los comen...». Dentro de la misma tribu guachichil había subgrupos, unos eran llamados «los de Mazapil», los de «las Salinas» y los que eran simplemente llamados «chichimecas».

### Guamares

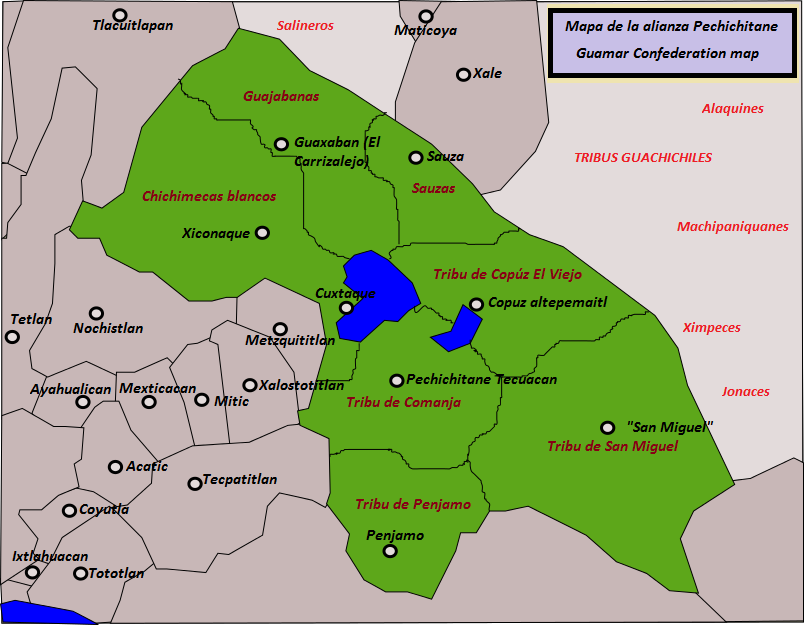
Área de los guamares

Se concentraban en la región de Guanajuato y hacían incursiones hasta Aguascalientes y Lagos. «Eran los más valientes, más aguerridos, más traidores y más destructores, así como los más astutos». Tenían subgrupos, unos eran los de la «Comanja de Jaso», los llamados «chichimecas blancos» (por la blancura de su piel o por la blancura alcalina de las tierras donde habitaban), y los «copuces».

### Pames y jonaces
«Eran los menos belicosos de todas las naciones chichimecas», esto se entiende porque se encontraban cerca de la Ciudad de México y Querétaro; estaban influenciados por los otomíes en cuestiones religiosas y sociales. Algunas de las características de los pames son: «culto de ídolos; ofrendas de papel; ceremonias de plantación y cosecha, en que un jefe religioso rociaba las milpas con sangre de sus piernas (pantorrilla); templos (cues) en los cerros...». Gonzalo de las Casas dice que la palabra pame significa ‘no’ en su idioma, y se les dio dicho nombre porque lo decían muy frecuentemente. Los pames hablarían presuntamente una lengua otomangueana del grupo oto-pame.

### Tecuexes
Se encontraban al este de la actual Guadalajara, se cree que provienen por la dispersión de grupos de Zacatecas probablemente de La Quemada; esto se supone porque en la zona que habitaban junto con los caxcanes se han encontrado vestigios arquitectónicos: en el cerro de Támara, en el Bolón, en Teocaltitán, en Corona, Cerrito y en algunos otros lugares que están al suroeste de Aguascalientes. Al igual que el grupo caxcán, los tecuexes alcanzaron el sedentarismo, sobre todo los que vivían en la parte sur de los estados de Aguascalientes y Jalisco; estos se establecían en los márgenes de los ríos, los cuales aprovechaban para cultivar frijol, calabaza, maíz, semilla de chía etc. Además, eran artesanos, carpinteros, canteros y petateros, pues Motolinía escribió:

en cualquier lugar... todos saben labrar una piedra, hacer una casa simple, torcer un cordel en una soga, y los otros oficios que no demanda sotiles instrumentos o mucho arte.

 Se han encontrado vestigios de tribus tecuexes aquí en el municipio de Zapotlanejo Jalisco, propiamente en un lugar llamado la coronilla camino hacia el Sato de coyotes. Ahí se han encontrado vestigios de cerámicas, ollas de barro, además piedras de lo que fue una pequeña pirámide.[cita requerida]

### Zacatecos

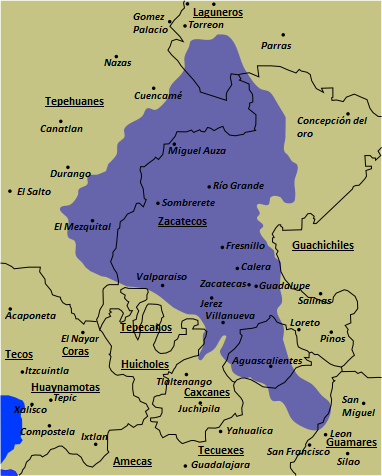
Extensión de los zacatecos

Se extendían desde Zacatecas hasta Durango, «eran guerreros valientes y denodados, y célebres tiradores». Se distinguían de las demás naciones porque llevaban «medias calzas y vendas en la frente». Los primeros conquistadores de Zacatecas hacen referencia a que andaban desnudos, pero «con medias calzas de perro», de la rodilla al tobillo para defenderse de la aspereza de la vegetación. Cabe hacer mención que una de las características de los chichimecas fue la desnudez, aunque algunos se cubrían con pieles. También se clasifica a los zacatecos como «los mayores flecheros del mundo», eran excelentes tiradores, «si apuntan al ojo y dan en la ceja, lo tienen por mal tiro». Los cronistas españoles decían –aunque exageradamente–: «en una ocasión vi tirar a lo alto una naranja, y le tiraron tantas flechas, que habiéndola tenido en el aire mucho tiempo, cayó al cabo hecha minutísimos pedazos». Algunos los consideran más civilizados que los guachichiles. Aunque no se sabe de cierto, se cree que su lenguaje perteneció a la familia lingüística uto-azteca.

### Cocas
Habitaban en la antigüedad los alrededores del lago de Chapala, y son citados por Powell como un pueblo menor ya que no representaron problema para los españoles. Fundaron Chapala, Mezcala, Cocula, entre otros pueblos. Actualmente sobreviven únicamente en Mezcala. Eran grandes pintores.

## Organización social
Los grupos chichimecas zacatecos y guachichiles no tenían un modo de vida agrícola y eran principalmente nómadas o seminómadas. Los que tenían asentamientos agrícolas e implantaron técnicas para desarrollarla fueron los tecuexes, caxcanes, pames y guamares. No se sabe con precisión cuando introdujeron la agricultura, aunque esta pudo deberse a los cambios acaecidos por la influencia de sus vecinos los otomíes y tarascos.
Para cultivar hacían primero corte de árboles, roza, siembra y desyerbe. Utilizaban utensilios como las hachas de garganta y las coas, tanto de metal como de pedermal, para cultivar chile, fríjol y maíz. Antes que introdujeran la agricultura subsistían de frutas silvestres y vegetales, comían tunas (de la cual hacían una especie de licor), semillas, raíces, el dátil y del mezquite «hacen de aquella fruta ciertos panes que guardan para entre año».
La caza también constituyó parte de su base alimenticia, pues comían conejos, ranas, peces, etc. El comercio se realizaba por medio de trueque, en el que se daba el intercambio de excedentes agrícolas, utensilios domésticos, caza, artesanías y alfarería. «Las operaciones las hacían en días de plaza en un lugar llamado tianquistli o plaza pública». El fraile Bernardino de Sahagún en Historia general de las cosas de la Nueva España menciona que los grupos del sur (caxcanes y tecuexes) hacían trueque con los otomíes, con quienes intercambiaban armas por excedentes agrícolas.

### Milicia

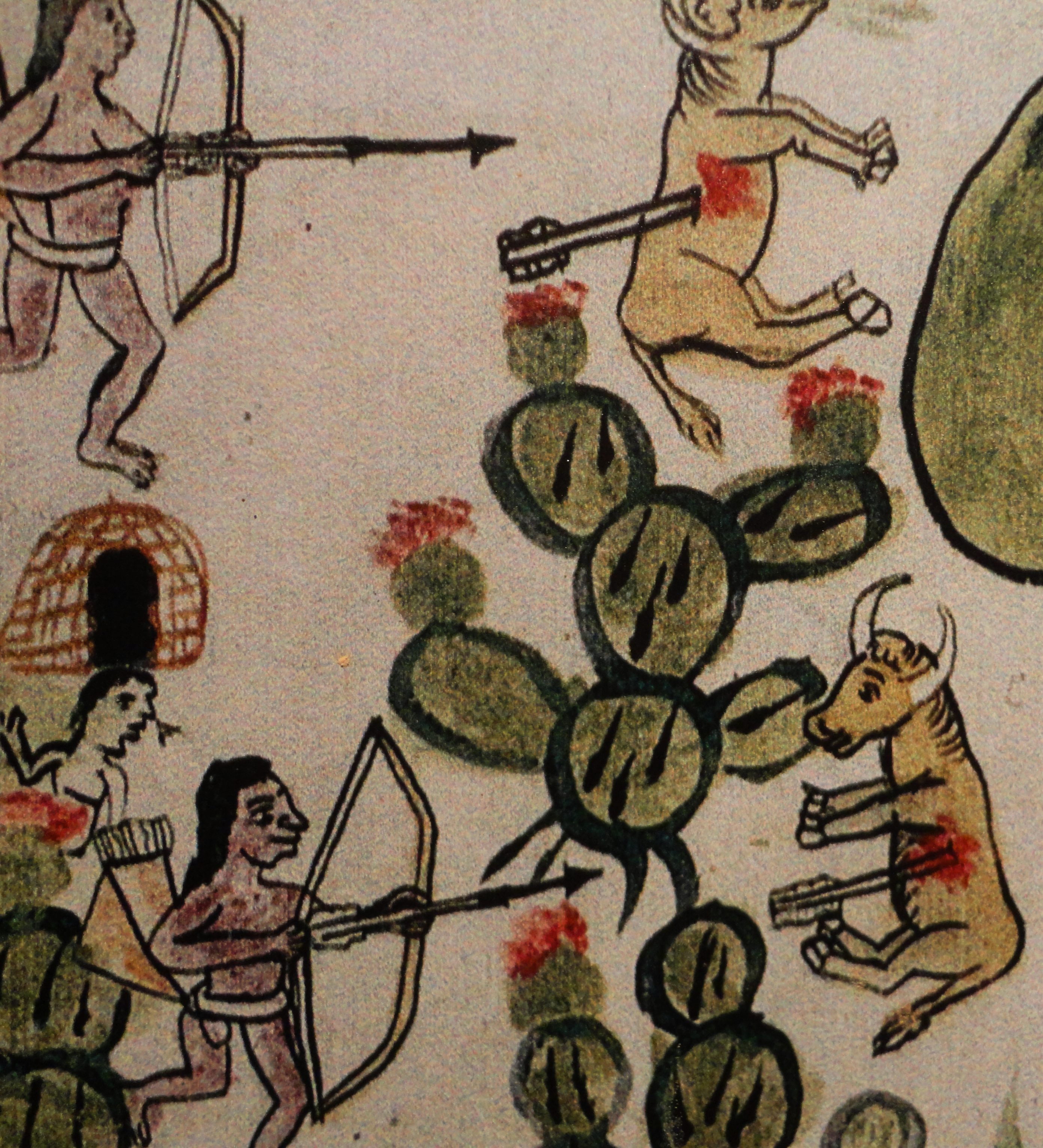
Guachichiles atacando al ganado de los españoles. Detalle de mapa del.

Los chichimecas se preparaban para la guerra con oraciones y danzas y bailes; en la danza de guerra (el mitote), trababan los brazos con los de sus compañeros, y todos giraban vigorosamente en un círculo alrededor de una hoguera; es probable que a la hora del mitote incluyeran música con un tambor o con el golpeo del arco y la flecha. Por lo general el mitote se hacía de noche, y consumían peyote (péyotl) u hongos malos (nanácatl). Sobre las danzas y alucinógenos Sahagún nos dice: «y se juntaban en un llano después de haberlo bebido y comido, donde bailaban y cantaban de noche y de día, a su placer, y esto el primer día, porque el día siguiente lloraban todos mucho, y decían que se limpiaban y lavaban los ojos y caras con sus lágrimas».
El arma principal del chichimeca fue el arco y la flecha, en cuyo manejo tenían gran habilidad. «El arco chichimeca era de unos dos tercios de largo de un cuerpo mediano y llegaba, aproximadamente, de la cabeza a la rodilla [...] la flecha, de unos dos tercios de largo del arco era sumamente fina». La punta de la flecha por lo general era de obsidiana o «eran tostadas en la punta agudizada». Para protegerse del golpe de la cuerda del arco, el guerrero llevaba un brazalete de piel. También tenían otras armas: hachas, cuchillos de pedernal, jabalinas y macanas, «que son unos palos con sus porras en la punta y cuchillas de pedernal». Respecto a la manera de combatir, fray Juan de Torquemada nos dice: «pelean desnudos, untados con matrices de diferentes colores, y con arcos y flechas con puntas de pedernales, armas que por ser de caña parecen débiles, pero es increíble el estrago que, puestas en sus manos, hacen en los hombres armados y en sus caballos, aunque vengan cubiertos».[cita requerida]

### Política
La política de este gobierno de los chichimecas fue el cacicazgo, dirigido por el tlatoani, quien tenía el cargo de jefe civil máximo y supremo sacerdote; dictaba leyes muy sencillas. «En el caligüe (callihuey, ‘casa grande’) era donde habitaba la autoridad máxima».
Por otra parte, Powell menciona que entre los chichimecas había caudillos quienes dirigían a un gran número de hombres y que la sucesión de éstos se realizaba mediante el asesinato, el desafío o la elección. Sin embargo, Torquemada dice que «no tienen reyes ni señores, más, entre sí mismos eligen jefes grandes salteadores con quien andan en manadas movedizas, partidas en cuadrillas; no tienen ley ni religión concertada».